# Mycobacterium ulcerans
Mycobacterium ulcerans (M. ulcerans) là một mycobacterium phát triển chậm mà về mặt cổ điển nhiễm vào da và mô dưới da, dẫn đến tổn thương (nốt, mảng) mãn tính lở loét hoặc không lở loét. Sau bệnh lao và bệnh phong, loét Buruli là bệnh mycobacteriosis phổ biến thứ ba của con người. M. ulcerans phát triển tối ưu trên tầng giữa huyết quản mycobacteriologic thông thường ở 33 °C và phóng thích một cytotoxin hoại tử ức chế miễn dịch (mycolactone). Loài vi khuẩn được xem là vi khuẩn hiếu khí.